# David Moješčík

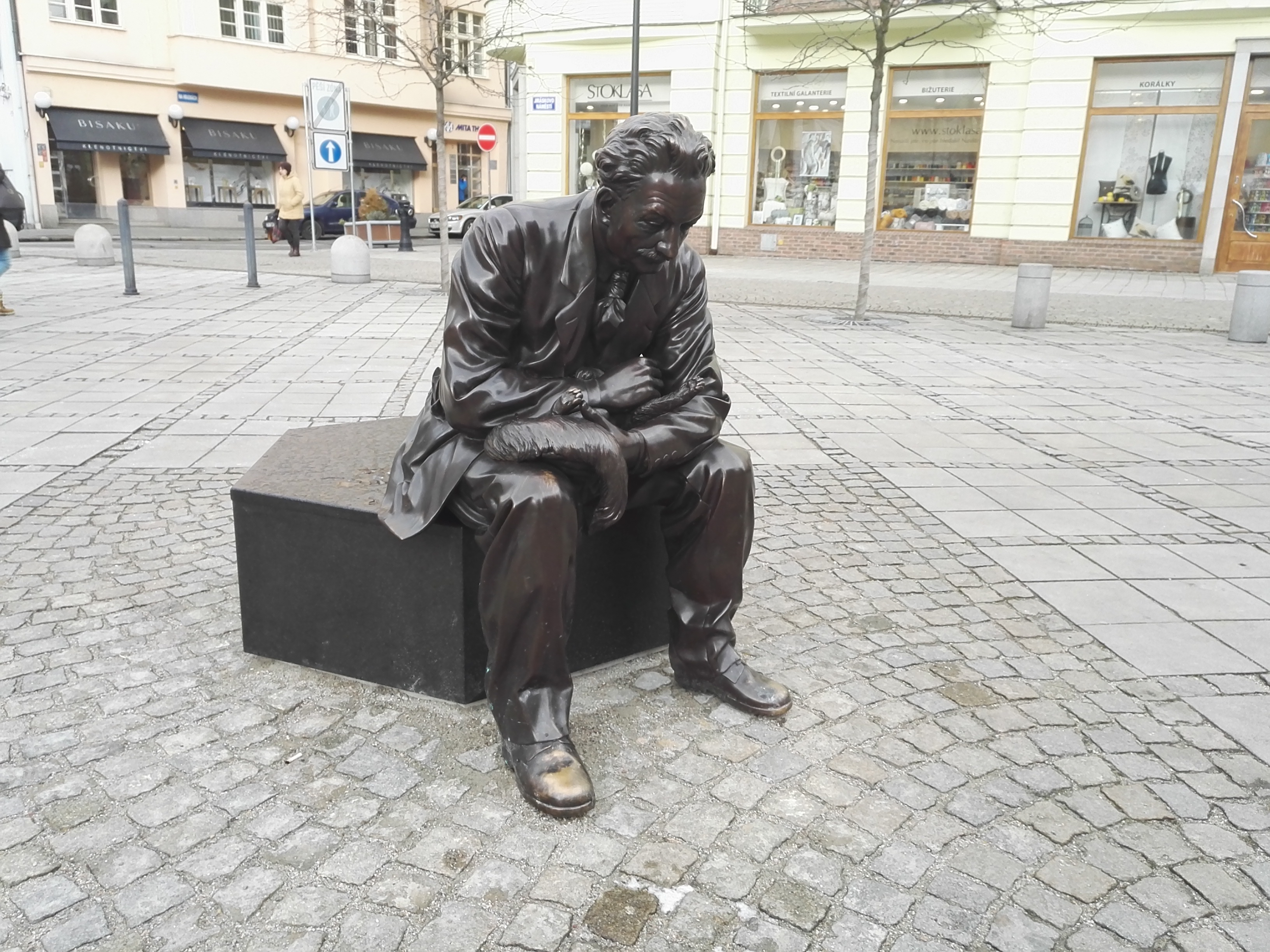
pomnik kompozytora Leoš Janáček w Ostrawie z 2017

David Moješčík (ur. 25 lipca 1974 we Frydku-Mistku) – czeski artysta i rzeźbiarz.
Jest współautorem pomnika Operacji Anthropoid w Pradze.